# عصا فرسية

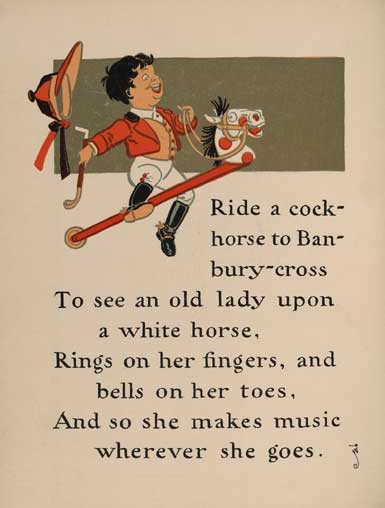
صورة فتى يركب عصا فرسية.

العصا الفَرَسِيّة هي فرس لعبة يركبه الأطفال. وهي فرس خشبي مصنوع من عصا مستقيمة برأس فرس صغير (من الخشب أو القماش المحشو)، وربما يكون لها مقبض مثبت في أحد طرفيها. أحياناً، يكون الطرف السفلي من العصا مزوداً بعجلة صغيرة أو عجلات متصلة.